# Sá de Miranda
Francisco de Sá de Miranda (Coimbra, 28 de agosto de 1481 – Amares, 15 de março de 1558) foi um poeta português. 
Com o seu imenso talento, introduz na cultura portuguesa e na sua língua as novidades da escola italiana, o Dolce Stil Nuovo, que descobriu por ocasião da sua estadia em Itália entre 1521 a 1526, nomeadamente o soneto, ode, elegia e até comédia em prosa e tragédia.
É considerado o introdutor do Renascimento na literatura portuguesa.

## Biografia

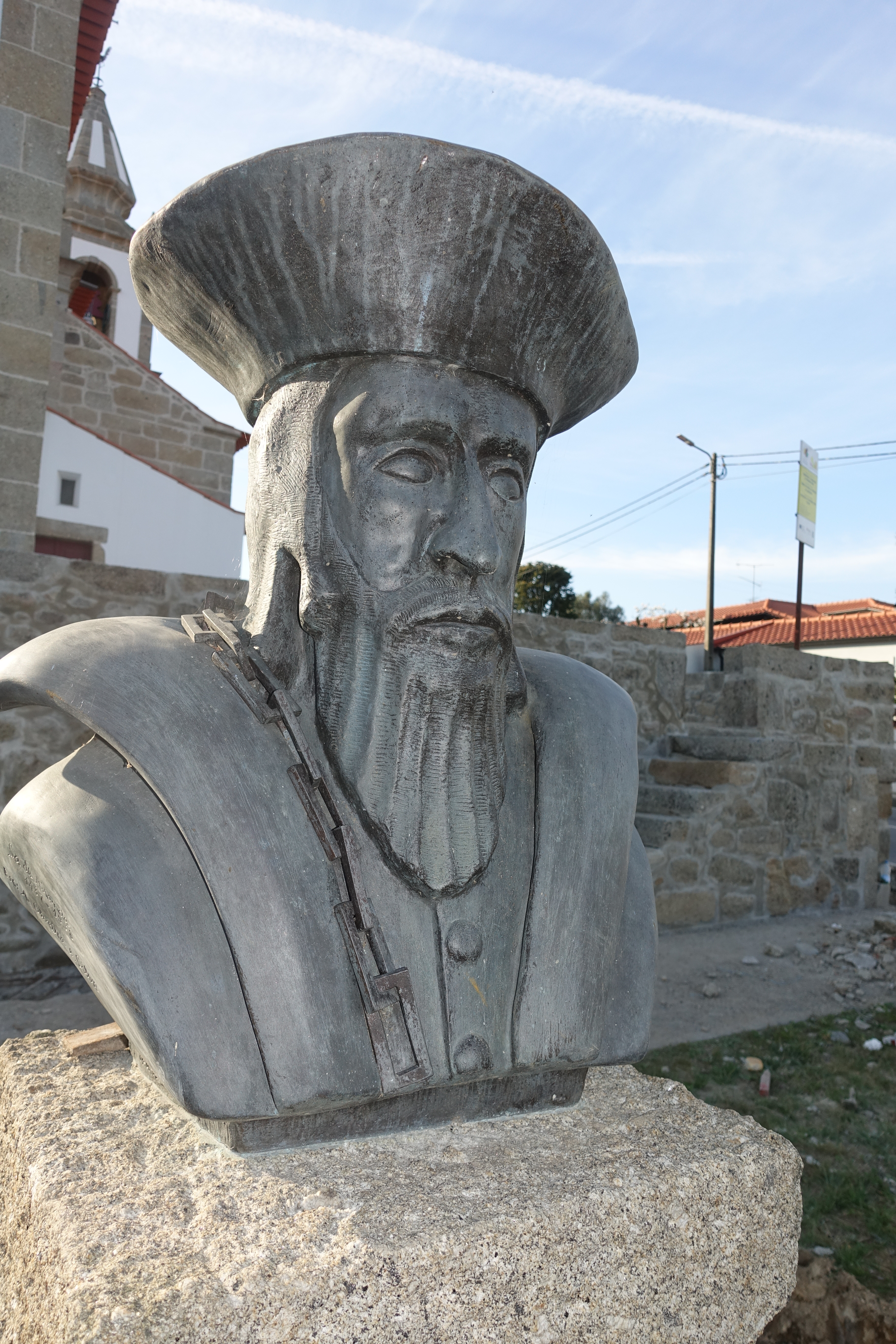
Busto em Carrazedo, Amares

Estudou Gramática, Retórica e Humanidades na Escola de Santa Cruz, onde possivelmente terá estudado Luís de Camões. Frequentou depois a Universidade, ao tempo estabelecida em Lisboa, onde fez o curso de Leis alcançando o grau de doutor em Direito, passando de aluno aplicado a professor considerado e frequentando a Corte até 1521, datando-se de então a sua amizade com Bernardim Ribeiro, para o Paço, compôs cantigas, vilancetes e esparsas, ao gosto dos poetas do século XV. O Cancioneiro Geral de Garcia de Resende, impresso em 1516, publica treze poesias do Doutor Francisco de Sá. Os seus versos, à maneira dos trovadores da época, já revelam o carácter do homem e a vivacidade e cultura do seu espírito. Sá de Miranda começou imitando os poetas do Cancioneiro General de Hernan Castillo, impresso em 1511, glosando, em castelhano, os motes ou cantigas de Jorge Manrique e de Garcia Sanchez. Nunca abandonou as formas tradicionais da redondilha, antes e depois de conhecer e aceitar a escola italiana, e de introduzir em Portugal o verso decassílabo.

## A poesia
Para Sá de Miranda, a poesia não é uma ocupação para ócios de intelectual ou de salões, como para os poetas que o antecederam, mas uma missão sagrada. O poeta é como um profeta, deve denunciar os vícios da sociedade, sobretudo da Corte, o abandono dos campos e a preocupação exagerada do luxo, que tudo corrompe, deve propor a vida sadia em contacto com a «madre» natureza, a simplicidade e a felicidade dos lavradores.

A ele se aplicam perfeitamente os seus versos da Carta a D. João III: «Homem de um só parecer, / dum só rosto e d'ua fé, / d'antes quebrar que torcer / outra cousa pode ser, mas da corte homem não é.»

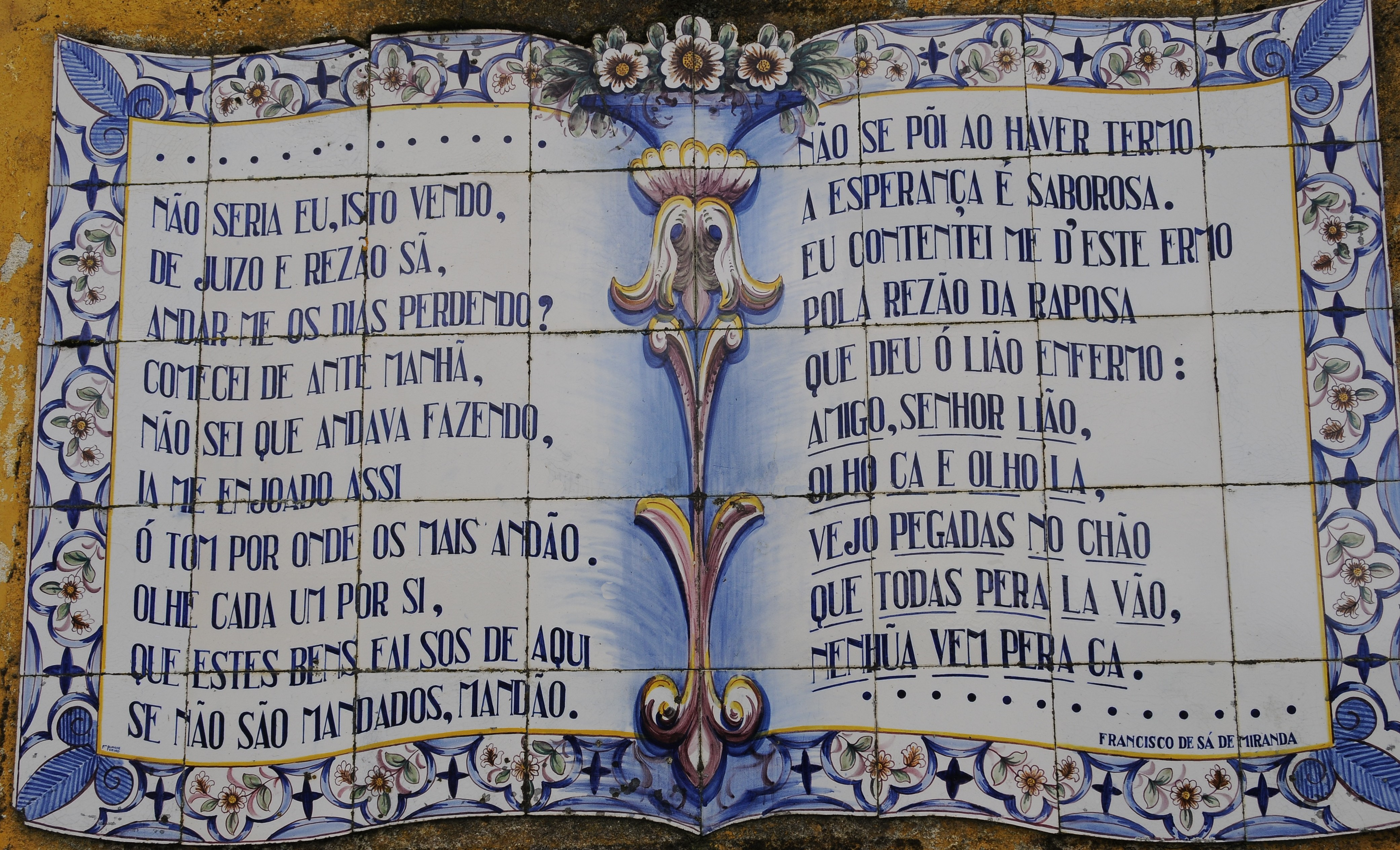
Poema de Sá de Miranda em Azulejos na Casa do Barreiro, Gemieira, Ponte de Lima.

A sua linguagem é elíptica, sóbria, densa, forte, trabalhada, hermética, difícil de entender e às vezes demasiado dura. Mesmo assim, Sá de Miranda é o escritor do século XVI mais lido depois de Camões. A sua verticalidade e a sua coerência impuseram-se.
Sá de Miranda concebeu as primeiras comédias clássicas portuguesas (Estrangeiros e Vilhalpandos), cuja recepção pelo público, habituado aos autos (de Gil Vicente sobretudo), não foi das melhores. Se os aspectos criticados por Sá de Miranda e a sua intenção moralizadora o aproximam muito de Gil Vicente, o escritor afasta-se deste último pelas formas e o tom em que vaza as suas críticas.
Sá de Miranda deixou uma importante obra epistolográfica e uma série de éclogas, entre outros textos. A sua obra foi publicada postumamente, em 1595.
Influenciou decisivamente escritores seus contemporâneos e posteriores, como António Ferreira, Diogo Bernardes, Pero Andrade de Caminha, Luís de Camões, D. Francisco Manuel de Melo ou ainda, mais recentemente, Jorge de Sena, Gastão Cruz e Ruy Belo, entre outros, manifestando alguns textos destes autores nítida intertextualidade com textos mirandinos, sobretudo com o tão conhecido soneto «O Sol é grande, caem co'a calma as aves».

Antecipa temáticas como a dos conflitos do eu, de maneira um pouco semelhante ao que faria Fernando Pessoa, como nos versos: Comigo me desavim,/Sou posto em todo perigo;/Não posso viver comigo/Nem posso fugir de mim.

## Dados genealógicos
Francisco de Sá de Miranda nasceu em Coimbra: possivelmente em 28 de Agosto de 1481 (data em que D. João II subiu ao trono, dizem os biógrafos). Outros autores apontam para a data de "27 de Outubro de 1495". Meio-irmão de Mem de Sá, era filho de Gonçalo Mendes de Sá, cónego da Sé de Coimbra e de Inês de Melo, solteira, nobre de Barcelos. Neto paterno de João Gonçalves de Crescente, cavaleiro fidalgo da Casa Real, e de sua mulher Filipa de Sá que viveram em São Salvador do Campo em (Barcelos) e em Coimbra, no episcopado de D. João Galvão.
Casou em 1529 / 1530 com D. Briolanja de Azevedo, filha de Francisco Machado, senhor da Casa da Torre e 2.º senhor donatário de Entre Homem e Cávado. 
Sá de Miranda e sua esposa, aparecem na aquisição de uma propriedade, cuja escritura de venda foi assinada na Casa de Castro (freguesia de Carrazedo) aos 03 de Maio de 1530, pelo tabelião e escudeiro da Casa Real Diogo de Arantes. Viveram na Casa da Tapada, de que Francisco Sá de Miranda foi 1.º Senhor até à sua morte, sita na freguesia de Fiscal em Amares.

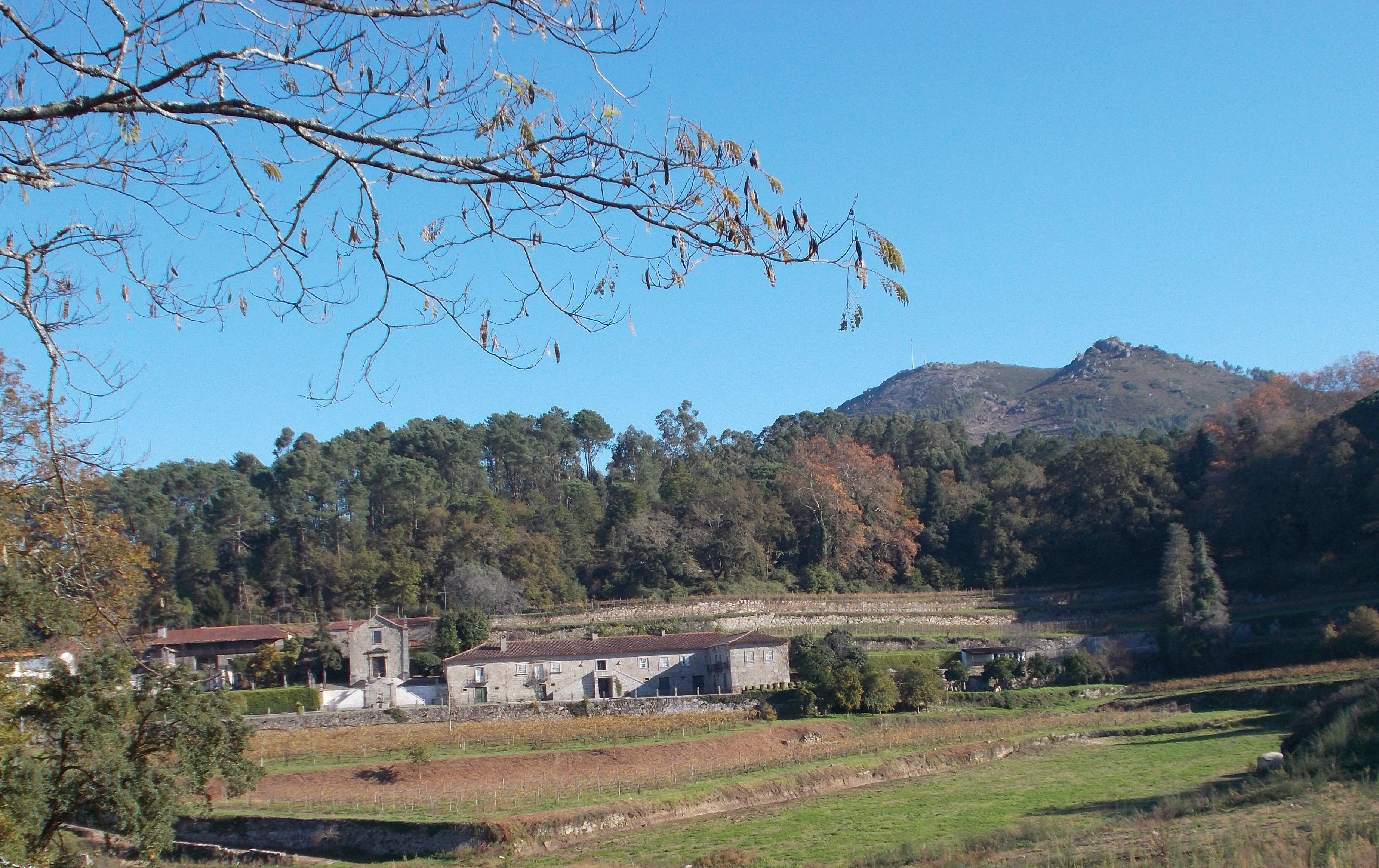
Casa e quinta da Tapada, Fiscal, Amares

Encontra-se sepultado na Capela de Nossa Senhora da Apresentação dentro da Igreja de São Martinho de Carrazedo em Amares, mandada fazer por seu filho, Jerónimo de Sá de Miranda ( - 1583), 2.º senhor da Casa da Tapada e da Honra de Avessadas.